# Alejandro Arenales Marchena
Alejandro Arenales Marchena, més conegut com a Jandri (Laguna de Duero, 9 de desembre de 1968) és un exfutbolista castellanolleonès, que jugava de defensa.
Formant amb la UD Salamanca, va debutar a la primera divisió a la campanya 95/96, després de dos ascensos consecutius dels salmanquins. Entre 1996 i 1998 va militar al CA Osasuna, que militava a la Segona Divisió.